# Titularerzbistum Chalcedon dei Siri
Chalcedon dei Siri (ital.: Calcedonia dei Siri) ist ein Titularerzbistum der römisch-katholischen Kirche.
| Titularerzbischöfe von Chalcedon dei Siri |                         |                                         |                |              |
| Nr.                                       | Name                    | Amt                                     | von            | bis          |
| 1                                         | Clément Miches Bakhache | emeritierter Bischof von Damas (Syrien) | 3. August 1922 | 4. Juli 1958 |